# Francesco Simonetta (patriota)
Francesco Simonetta (Milano, 24 gennaio 1813 – Milano, 19 settembre 1863) è stato un patriota e politico italiano.
È ricordato per il suo importante ruolo durante la Seconda guerra d'indipendenza italiana. Nel marzo 1859 Giuseppe Garibaldi lo nominò capitano dello Squadrone Guide a cavallo, facente parte dei Cacciatori delle Alpi.

## Biografia
Francesco nacque a Milano da Luisa Ciani e Giambattista Simonetta. Il padre era un ricco proprietario terriero piemontese. La madre era la sorella di Giacomo (Milano 2 ottobre 1776 - Lugano, 15 maggio 1868) e Filippo Ciani ed apparteneva a una ricca famiglia di banchieri milanesi. Francesco studiò presso l'Imperial regio liceo Sant’Alessandro che si trovava all'epoca in piazza Sant'Alessandro 1. Successivamente s'iscrisse all'Università di Pavia dove si laureò in ingegneria il 6 settembre 1833. Fu proprio durante gli studi universitari che entrò in contatto con i patrioti italiani implicandosi così seriamente da essere arrestato per la prima volta nel giugno 1834, e rilasciato sei mesi dopo per mancanza di prove. Nel 1845 sopsò Francesca Camperio, sorella di Manfredo Camperio, anch'egli fervente patriota, e dalla quale ebbe tre figli: Luigi, Luisa e Francesco.
Nel 1844 fu incarcerato poiché sospettato di appartenere alla Carboneria; nel 1847 si recò in esilio in Piemonte per poi combattere nel 1848 la Prima guerra d'indipendenza italiana.
Dal 1849 al 1853 fu deputato per tre legislature alla Camera dei deputati ma nel 1859 si recò sul campo di battaglia della seconda guerra d'indipendenza italiana agli ordini di Giuseppe Garibaldi.
Nel 1860 seguì Giacomo Medici del Vascello nella sua impresa in Sicilia.